# AIDAaura
Le MS AIDAaura est un navire de croisière appartenant à la compagnie allemande Aida Cruises. Il est le sister-ship de l’AIDAvita. Il est renommé Celestyal Discovery en novembre 2023 par son nouveau propriétaire, Celestyal Cruises (en).
Il est vendu en janvier 2023 à un armateur encore inconnu, qui s'avère être Miray Cruises (en), (qui le renomme MV Lara en novembre 2023), et quitte la flotte d'Aida Cruises en septembre 2023. Cependant, Miray Cruises ne parvient pas à acheter le navire et c'est Celestyal Cruises qui l'acquiert, confirmant son achat le 16 novembre 2023 et déclarant qu'il entrera en service en mars 2024 sous le nom de Celestyal Discovery après une refonte, en remplacement du Celestyal Olympia,.